# We Can Be Heroes (película de 2020)
We Can Be Heroes (estelarizado como Súperheroicos en Hispanoamérica o Superniños en España) es una película de superhéroes estadounidense de 2020 escrita y dirigida por Robert Rodriguez, que sirve como una secuela independiente de Las aventuras de Sharkboy y Lavagirl en 3-D (2005). Rodríguez también fue director de fotografía y editor de la película, protagonizada por Priyanka Chopra, Pedro Pascal, YaYa Gosselin, Boyd Holbrook, Sung Kang, Taylor Dooley y Christian Slater. Se estrenó el 25 de diciembre de 2020 por Netflix.

## Argumento
En la tierra, los superhéroes combaten el mal cada día frente a las amenazan que ponen en peligro al mundo. Por lo que se fundó una base donde entrenan y reúnen a todos los superhéroes del planeta cuando el peligro es inminente, de esta forma nació la Sede de los Heroicos.
Missy Moreno está en casa con su papá, Marcus Moreno, quien se retiró de los Heroicos, pero todavía trabaja en la Sede de los Heroicos. Se informa sobre un ataque y Missy es enviada al Cuartel General y colocada en una bóveda con otros niños de los Heroicos. Marcus advierte a la Sra. Granada, la jefa, que la invasión es una gran amenaza. Ella envía a los Heroicos, incluido Marcus, a luchar contra los alienígenas.
Missy conoce a los otros niños, Ruedas, Espagueti, que pueden estirarse, Comodín, que tiene cualquier poder imaginable pero sin control, Rebobinar y Adelantar, gemelos que pueden alterar el tiempo, Ojo, que dibuja como una diosa, Face Maker, que puede hacer cualquier cara, Guppy, que tiene la fuerza de un tiburón y puede transformar el agua en cualquier cosa, Cámara Lenta, que es muy rápido pero atrapado en una distorsión del tiempo que lo hace lento, y A Capella, que mueve objetos cantando. Los niños ven la batalla entre los extraterrestres y los Heroicos en la televisión. Los Heroicos son capturados. La sede se cierra y Missy se da cuenta de que los dibujos de Ojo dicen el futuro con cinco minutos de anticipación. En uno de sus dibujos hay un tentáculo que irrumpe en la bóveda, por lo que los niños escapan.
Face Maker engaña a los guardias para que entren en la bóveda donde Guppy los ataca, pero uno de los guardias presiona un botón, bloqueando el cuartel general. Rebobinar los envía atrás en el tiempo, Ruedas evita que el guardia presione el botón y Espagueti les arrebata sus cartas. La Señora. Granada ve a Missy en el pasillo y sella las puertas, pero A Capella hace una escalera hasta el techo, que los lleva a escapar. Espagueti activa un carrito que los lleva a la entrada. A Capella levanta el carro del suelo. Espagueti salta del carro y los envía hacia un destino incierto.
Los niños aterrizan en la casa de la abuela de Missy, la entrenadora de los Heroicos. Ella entrena a los niños para que utilicen el trabajo en equipo para derrotar a los alienígenas. Missy se da por vencida por no tener superpoderes, pero su abuela la anima a volver. La abuela ve a los guardias que llegan y envía a los niños a un túnel que conduce a un campo. Ella es secuestrada por extraterrestres y los niños ven una nave alienígena. Los extraterrestres alcanzan a los niños, pero los niños encienden el avión y ascienden a la sede de los extraterrestres. Llegan a una habitación con una pirámide púrpura, la nave espacial que está siendo enviada a la tierra para iniciar una "toma de control". Los niños ven al presidente en la habitación. Y Granada llega detrás de ellos y los felicita por encontrar la nave espacial y "derrotar a los extraterrestres".
Pero llega el presidente. Se revela que él y Granada son líderes alienígenas. Los niños son llevados a una celda. Los niños lloran para que  Guppy tome las lágrimas y haga una réplica de la llave. Se escapan y Comodín y Face Maker se separan del resto del equipo. Los niños son atrapados por los guardias y Adelantar y Rebobinar usan sus habilidades, pero los guardias los esposan. Rebobinar los lleva atrás en el tiempo y, en cambio, esposan a los guardias.
Comodín es capturado y llevado para interrogarlo, mientras que los otros niños regresan a la habitación con la pirámide púrpura. Cuando Ruedas piratea la placa base, aparece un gran escudo y se revela que Ojo es la comandante suprema. Granada interroga a Comodín , pero Missy puede comunicarse con Comodín que está en la sala de control. El Comodín que está con Granada es en verdad Face Maker y Granada se va a la sala de control para detener Comodín. Comodín  desactiva el escudo, pero Ojo trae a los monstruos de sus dibujos a la realidad y los niños los detienen a todos. Cuando el tiempo para el lanzamiento del cohete esta por llegar a su fin, Ruedas piratea la placa base y envía una nueva al cohete. Cuando termina el tiempo, los héroes aparecen desde el interior del cohete. Ojo revela que la adquisición no fue real. Fue un ejercicio de entrenamiento, entrenar a los niños para ser un equipo. Los niños y sus padres se reúnen.
La película acaba con un plano con los niños ya con sus trajes de equipo (de superhéroe).

## Reparto
- YaYa Gosselin como Missy Moreno, hija de Marcus.
- Lotus Blossom como A cappella, hija de la Sra Voz.
- Lyon Daniels como Espagetti, hijo de la chica invisible.
- Hala Finley como Ojo, hijastra de la sra. Granada.
- Andy Walken como Ruedas, hijo de Miracle Guy.
- Dylan Henry Lau como Camara Lenta, hijo de Blinding Fast.
- Andrew Diaz como Cambiacaras, hijo de Crushing Low.
- Isaiah Russell-Bailey como Rebobinar, hijo de Crimson Legend y Red Lightning Fury.
- Akira Akbar como Fast Forward, Adelantar hija de Crimson Legend y Red Lightning Fury.
- Nathan Blair como Comodín, hijo de Tech-No.
- Vivien Lyra Blair como Guppy, hija de Sharkboy y Lavagirl.
- Priyanka Chopra como la Srita. Granada, una líder de una organización llena de niños superpoderosos.
- Pedro Pascal como Marcus Moreno, un superhéroe y maestro espadachín.
- Adriana Barraza como Anita Moreno, madre de Marcus y la abuela de Missy.
- Boyd Holbrook como Miracle Guy, un superhéroe con fuerza sobrehumana.
- Christian Slater como Tech-No, un superhéroe con poderes tecnológicos.
- JJ Dashnaw como Sharkboy. Un cameo silencioso, en el que su rostro está cubierto por una máscara, debido a Taylor Lautner, quien interpretó a Sharkboy en Las aventuras de Sharkboy y Lavagirl, no estando disponible.[1]
- Taylor Dooley como Lavagirl, una superheroína con poderes basados en lava que es esposa de Sharkboy y madre de Guppy.[1]
- Sung Kang como Blinding Fast.
- Haley Reinhart como la Sra. Voz, una superheroína con un grito sonar.
- Christopher McDonald como el Presidente, Neil Anami.
- Jamie Perez como Invisi Girl.
- J. Quinton Johnson como Crimson Legend, un superhéroe que puede hacer explosiones solares.
- Brittany Perry-Russell como Red Lightning Fury, Una superheroína con poderes relámpago.
- Brently Heilbron como Crushing Low, un superhéroe con superfuerza.

## Producción
Robert Rodríguez escribió, dirigió y produjo We Can Be Heroes de Troublemaker Studios para Netflix. Priyanka Chopra, junto con Christian Slater y Pedro Pascal, fueron anunciados para protagonizar. La fotografía principal comenzó en agosto de 2019, rodando en Texas.

## Lanzamiento
La película fue lanzada el 25 de diciembre de 2020, adelantada desde la fecha de lanzamiento original, el 1° de enero de 2021.

## Respuesta crítica
En el agregador de reseñas Rotten Tomatoes, la película tiene una calificación de aprobación del 67% según 24 reseñas, con una calificación promedio de 5.8 / 10. Según Metacritic, que compiló ocho reseñas y calculó una puntuación media de 51 sobre 100, la película recibió "críticas mixtas o medias".

## Secuela
El 4 de enero de 2021, Netflix confirmó la realización de una secuela.